# Yader Zoli
Yader Zoli (ur. 1 października 1975 w Faenzy) – włoski kolarz górski i przełajowy, srebrny medalista mistrzostw świata i brązowy medalista mistrzostw Europy MTB.

## Kariera
Pierwszy sukces w karierze Yader Zoli osiągnął w 2006 roku, kiedy reprezentacja Włoch w składzie: Tony Longo, Cristian Cominelli, Eva Lechner i Yader Zoli zdobyła srebrny medal w sztafecie cross-country podczas mistrzostw świata MTB w Rotorua. Na rozgrywanych rok później mistrzostwach Europy w Kapadocji Włosi z Zolim w składzie zdobyli brązowy medal. W 2004 roku brał udział w igrzyskach olimpijskich w Atenach, gdzie zajął 35. miejsce w cross-country. Na rozgrywanych cztery lata później igrzyskach w Pekinie w tej samej konkurencji był trzydziesty. Ponadto jest trzykrotnym mistrzem Włoch w cross-country (2006-2008), a w 1997 roku zdobył również złoty medal mistrzostw kraju w kolarstwie przełajowym w kategorii U-23.